# 越南共和國商業部
商業部，前身為經濟部，是越南共和國政府負責商業經濟和貿易事務的最高機關。
從1949年成立到1975年4月30日因西貢淪陷解散的大部分時間中，商業部總部位於西貢第一郡嘉隆街59號。

## 歷史
前身為越南國經濟部，成立於1949年。1955年全民公投後，越南共和國政權成立，越南國經濟部重組為越南共和國經濟部，1973年改組為越南共和國商業部，直到1975年4月30日解散為止。